# Goya's Ghosts
Goya's Ghosts er en spansk-amerikansk film fra 2006 instrueret og skrevet af Miloš Forman. Filmen følger en længere periode i den spanske maler Francisco Goyas liv.

## Medvirkende
- Natalie Portman
- Javier Bardem
- Stellan Skarsgård
- Randy Quaid
- Michael Lonsdale
- Julian Wadham